# Хец (противоракетный комплекс)
«Хец» (ивр. חץ‎ — «Стрела») — израильский противоракетный комплекс, состоящий в составе эшелонированной израильской системы противоракетной обороны, созданный Израилем в сотрудничестве с Агентством по противоракетной обороне США и при участии американских компаний в рамках проекта по созданию израильской многослойной системы противоракетной обороны.

## История создания

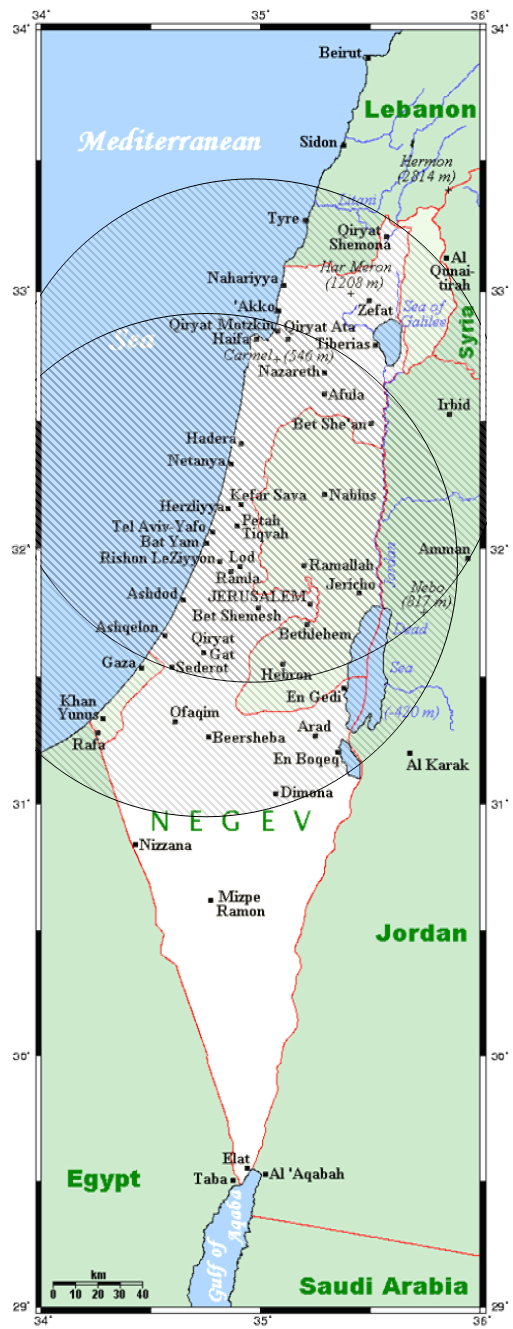
Территория Израиля, прикрываемая двумя батареями ПРО «Хец-2» (исходя из официально объявленных мест развёртывания (Пальмахим, Эйн-Шемер) и радиуса действия (90—100 км)).

### Хец-1
Израиль приступил к разработке системы противоракетной обороны театра военных действий (ПРО ТВД) в 1986 году с подписанием меморандума о взаимопонимании, на основании которого США приступили к его финансированию в рамках Стратегической оборонной инициативы (СОИ). Это было вызвано потенциальной опасностью распространения ракетных технологий в ближневосточном регионе, которая подтвердилась позже, когда в 1991 году, во время Войны в Персидском заливе, израильские города подверглись обстрелу иракскими ракетами Р-17 («Скад»). Учитывая отсутствие у Израиля необходимых ресурсов, США согласились участвовать в финансировании и совместной разработке израильского комплекса ПРО в рамках программы СОИ.
В 1988 году израильская государственная компания Israel Aircraft Industries получила заказ на создание прототипа ракеты, предназначенной для поражения тактических и оперативно-тактических ракет.
В результате осуществления проекта Израиль получил новую систему оружия, способную защитить от ракетных ударов его военные и гражданские объекты, — а США получили доступ к передовым технологиям противодействия оперативно-тактическому ракетному оружию, которые они смогут использовать в собственных разработках систем ПРО ТВД, — в том числе речь идёт об информации, полученной в результате различного рода испытаний.
Первый испытательный запуск противоракеты был осуществлён 9 августа 1990 года. После серии запусков, в ходе которых была доказана способность ракеты «Хец-1» перехватывать баллистические ракеты противника, в 1994 году первый этап работ завершился, прототип ракеты был создан, успешно прошёл испытания и началась разработка и производство более совершенной противоракеты «Хец-2».

### Хец-2
На следующем этапе израильской IAI был разработан и передан на вооружение армии Израиля комплекс ПРО, способный перехватывать ракеты, запущенные с расстояния до 3000 км и летящие со скоростью до 4,5 км в секунду. Противоракеты «Хец-2» рассчитаны на поражение ракет противника в стратосфере. Система «Хец-2» способна обнаруживать и сопровождать до 12 целей одновременно, а также наводить на одну из них до двух противоракет, способных развивать скорость до 2,5 км в секунду.
29 ноября 1998 года компания Israel Aerospace Industries передала министерству обороны Израиля первую партию боевых противоракет «Хец-2».
Комплекс был принят на вооружение армией обороны Израиля под названием «Хец»; первая батарея ракет «Хец-2» была развёрнута 14 марта 2000 года на авиабазе Пальмахим в районе города Ришон-ле-Цион, южнее Тель-Авива. Вторая батарея противоракет была развёрнута и поставлена на боевое дежурство к октябрю 2002 года на авиабазе Эйн-Шемер в районе города Хадера на севере Израиля. Согласно сообщению The Jerusalem Post, в 2007 году место дислокации второй батареи могло быть изменено в связи с изменением израильской доктрины ПРО и выходом на первый план угрозы ракетных ударов со стороны Ирана и Сирии. Развёрнутые батареи, находящиеся в непосредственном подчинении командования ПВО Израиля, обеспечивают прикрытие до 85 % территории страны, базовый рубеж перехвата фактически всё же в 2 раза меньше по дальности.
В феврале 2003 года IAI и американский концерн Boeing подписали соглашение о создании на территории США производства компонентов ракеты «Хец-2» с целью получить возможность использовать для закупки ракет средства, предоставляемые в рамках американской военной помощи. По этому соглашению американский концерн взял на себя выпуск около 35 % компонентов ракеты на своём заводе в Хантсвилле (Алабама), а также координацию производства, осуществляемого другими американскими подрядчиками. IAI отвечает за общую координацию и окончательную сборку ракет в Израиле. Весной 2005 года армия Израиля получила первую совместно произведённую ракету.

### Хец-3
В 2009 году правительством Израиля и американским Агентством по противоракетной обороне был начат проект создания «Хец-3». В начале 2012 года «Боинг» и IAI подписали соглашение о сотрудничестве в этом проекте. В отличие от предыдущих версий противоракет, где использовалась неконтактная боеголовка, в «Хец-3» будет использоваться боеголовка кинетического поражения. Противоракета будет оснащена ракетным двигателем с отклоняемым вектором тяги. Новая противоракета предназначается для перехвата баллистических ракет с дальностью от 400 до 2000 км, подобных иранским ракетам «Шахаб-3» и «Саджил». Согласно другому источнику «Хец-3» является средством противодействия баллистическим ракетам средней дальности, то есть запускаемым с расстояния от 3000-3500 до 5000-5500 км, в то время как «Хец-2» используется против ракет меньшей дальности (хотя и «Хец-3» может быть использована против подобных целей).
В 2012 году американо-израильский консорциум Boeing — IAI объявил о намерении поставлять противоракетные комплексы «Хец-2» и «Хец-3» на международный рынок — в частности, потенциальными покупателями называются Южная Корея и Индия.
На 2024 год «Хец-3» — это зенитный ракетный комплекс, оснащенный внеатмосферными гиперзвуковыми противоракетами и предназначенный для перехвата ракет на расстоянии до 3000 км и высоте до 100 км, а также для заатмосферного перехвата баллистических целей.
По словам председателя Израильского космического агентства, «Хец-3» может служить противоспутниковым оружием, которое сделает Израиль одной из немногих стран в мире, способных уничтожать орбитальные спутники.

### Хец-4
В 2021 году Израиль заявил, что разрабатывает новую ракету-перехватчик «Хец-4» для борьбы с гиперзвуковым оружием. Правительство Германии поспешило включить новый ракетный комплекс в свою программу «Небесный щит Европы».

## Компоненты и характеристики
В транспортируемый комплекс «Хец» входят:
- РЛС раннего оповещения EL/M-2080 «Green Pine» с активной фазированной решёткой производства компании Elta,
- командный пункт «Golden Citron» («Citron Tree») производства компании Tadiran Telecom,
- центр связи,
- пункт управления пусками ракет «Brown Hazelnut» («Hazelnut Tree») производства компании Israel Aerospace Industries,
- 4 мобильные пусковые установки вертикального пуска гиперзвуковых противоракет «Хец-2» (по 6 ракет в каждой, размещаемых в транспортно-пусковых контейнерах),
- вспомогательное оборудование (включая силовую установку и систему охлаждения РЛС).

Пункт управления пусками ракет и центр связи установлены на грузовиках, пусковые установки — на прицепах, а все остальные элементы системы — на полуприцепах.
Радиолокационная станция комплекса способна обнаруживать и сопровождать одновременно до 12 отдельных целей и наводить на одну из них до двух противоракет. Дальность обнаружения — до 800—900 км. Максимальный радиус в котором может быть перехвачена цель 100 (90) км, высота 50 км.
Фактически первая противоракета должна обеспечить перехват цели на удалении до 50 (48) км, что принципиально сокращает площадь защищаемой территории. В случае неудачи цель будет перехвачена второй противоракетой на удалении до 8 км, что оставляет шанс на перехват только при ударе непосредственно в район позиций комплекса. Каких либо данных о возможности отставить пусковую установку в другой защищаемый район нет.
Аппаратура командного пункта комплекса монтируется на автомобильном шасси и включает в себя оборудование системы связи с взаимодействующим пунктом управления сил тактической авиации, при этом возможности РЛС и КП предусматривают их сопряжение с системами боевого управления оружием комплексов «Пэтриот» и THAAD.
Двухступенчатая твердотопливная противоракета комплекса оснащена отделяемой самонаводящейся ступенью перехвата. Головная часть ракеты надёжно захватывает цель в сложных метеоусловиях и при применении средств радиоэлектронного противодействия. На больших высотах используется инфракрасная головка самонаведения, а на малых, при облачности или задымлении — радиолокационная. Боевая часть ракеты — осколочно-фугасная, направленного действия; радиус разлёта осколков — 75 м, радиус гарантированного поражения — 50 м. Взрыватель неконтактного действия. Длина ракеты — 7 м, диаметр — 800 мм, стартовый вес — 1300 кг. Скорость противоракеты — 3 км/с. Противоракеты размещаются на мобильных установках вертикального пуска в транспортно-пусковых контейнерах (по шесть единиц). Батарея включает в себя четыре пусковых установки (24 противоракеты), мобильную РЛС и командный пункт (машина управления). Расчёт каждой батареи — примерно 100 человек.
Стоимость одной противоракеты оценивается в 1,5—3 млн долларов.
Общая стоимость программы создания американо-израильского противоракетного комплекса «Arrow» составляет более 2 млрд долларов.

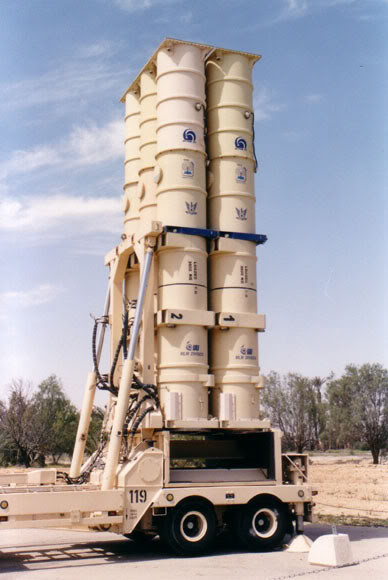
Система запуска на шесть зенитных ракет.
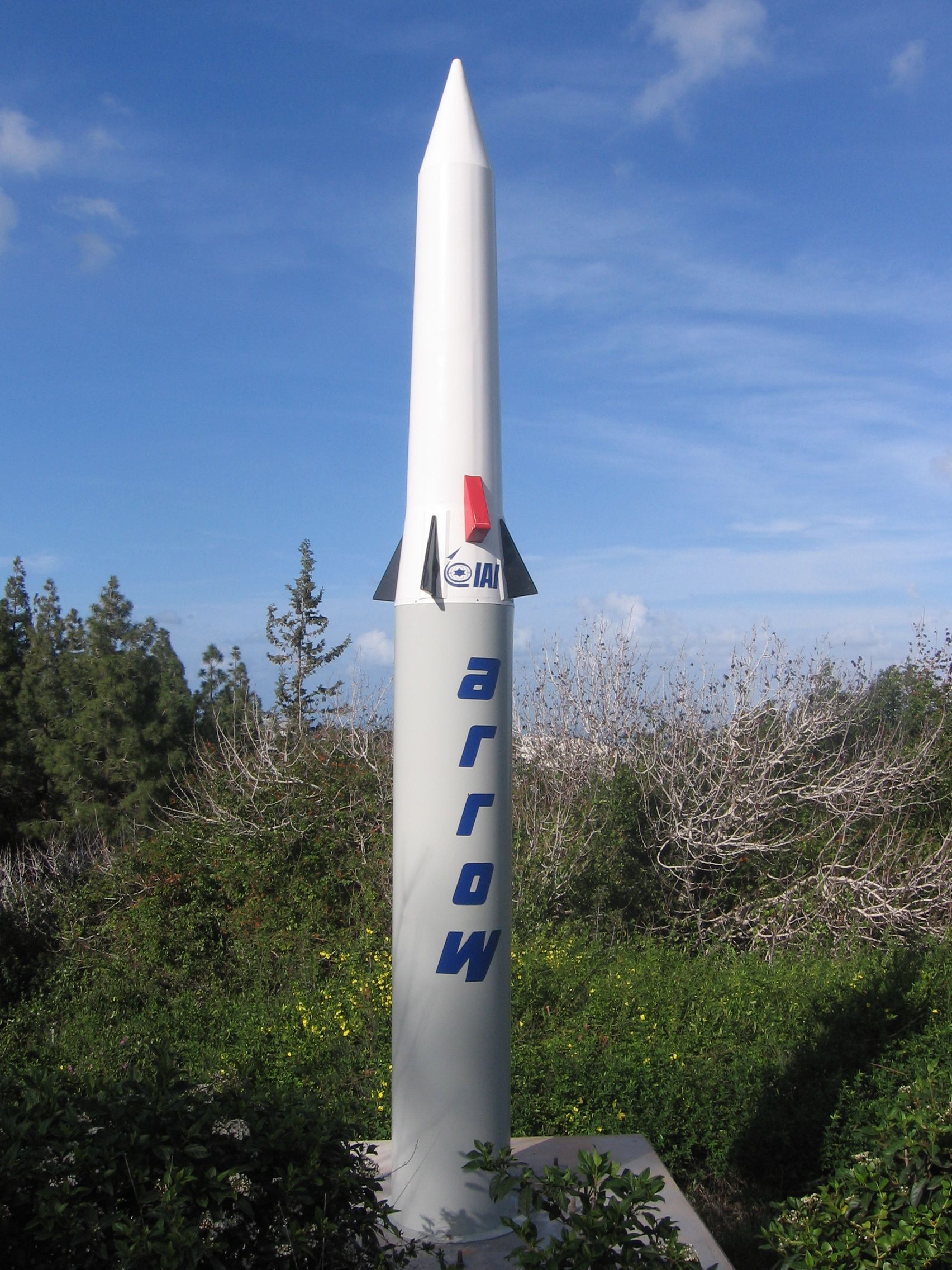
Макет ракеты «Хец-1» в Технионе — Израильском технологическом институте.
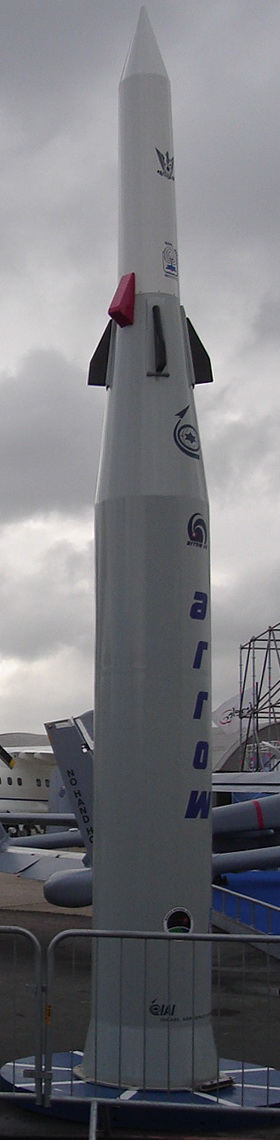
Ракета «Хец-2» на Парижском авиашоу.
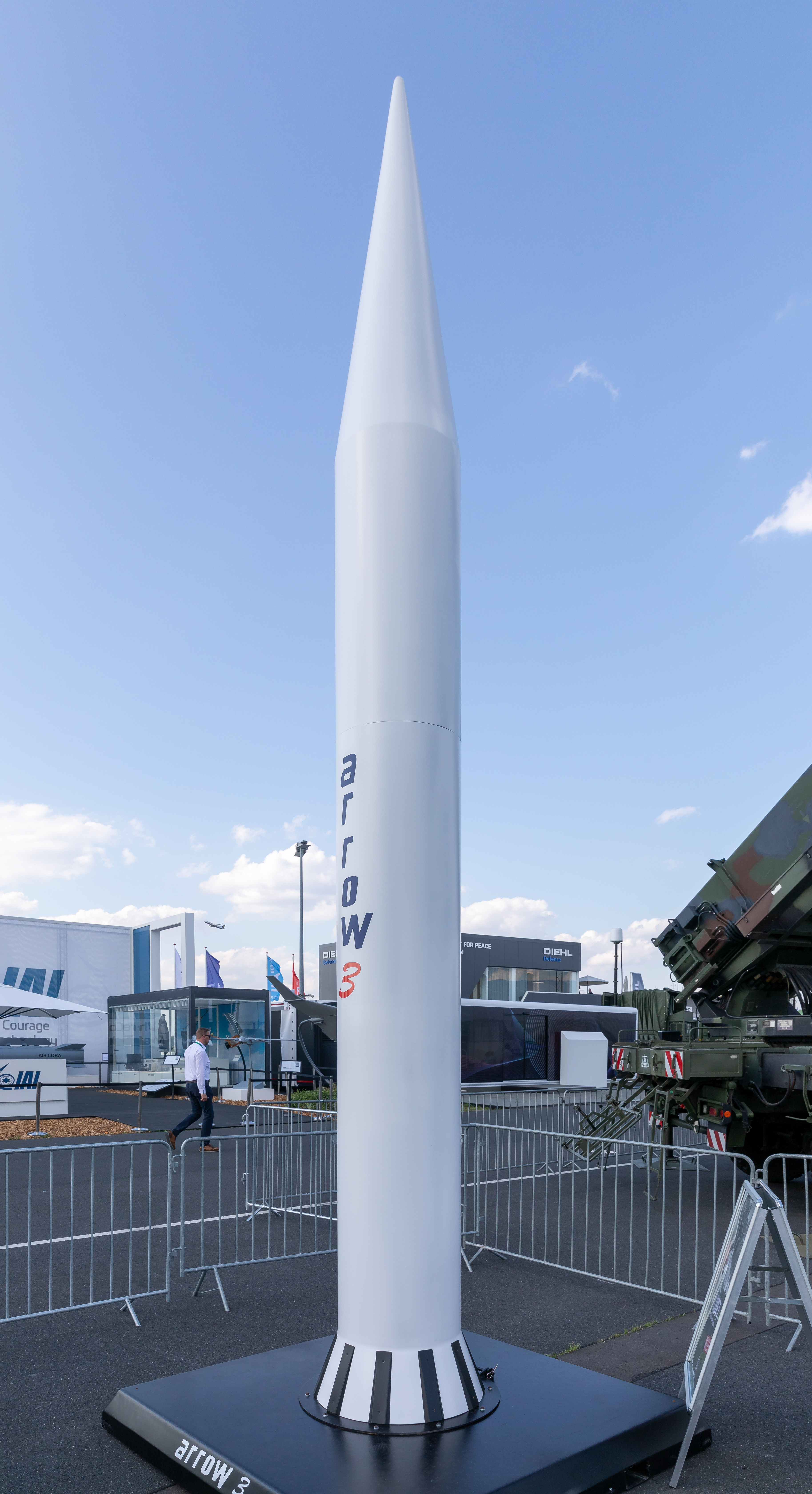
Макет ракеты «Хец-3» на германском полигоне Шёнефельд.
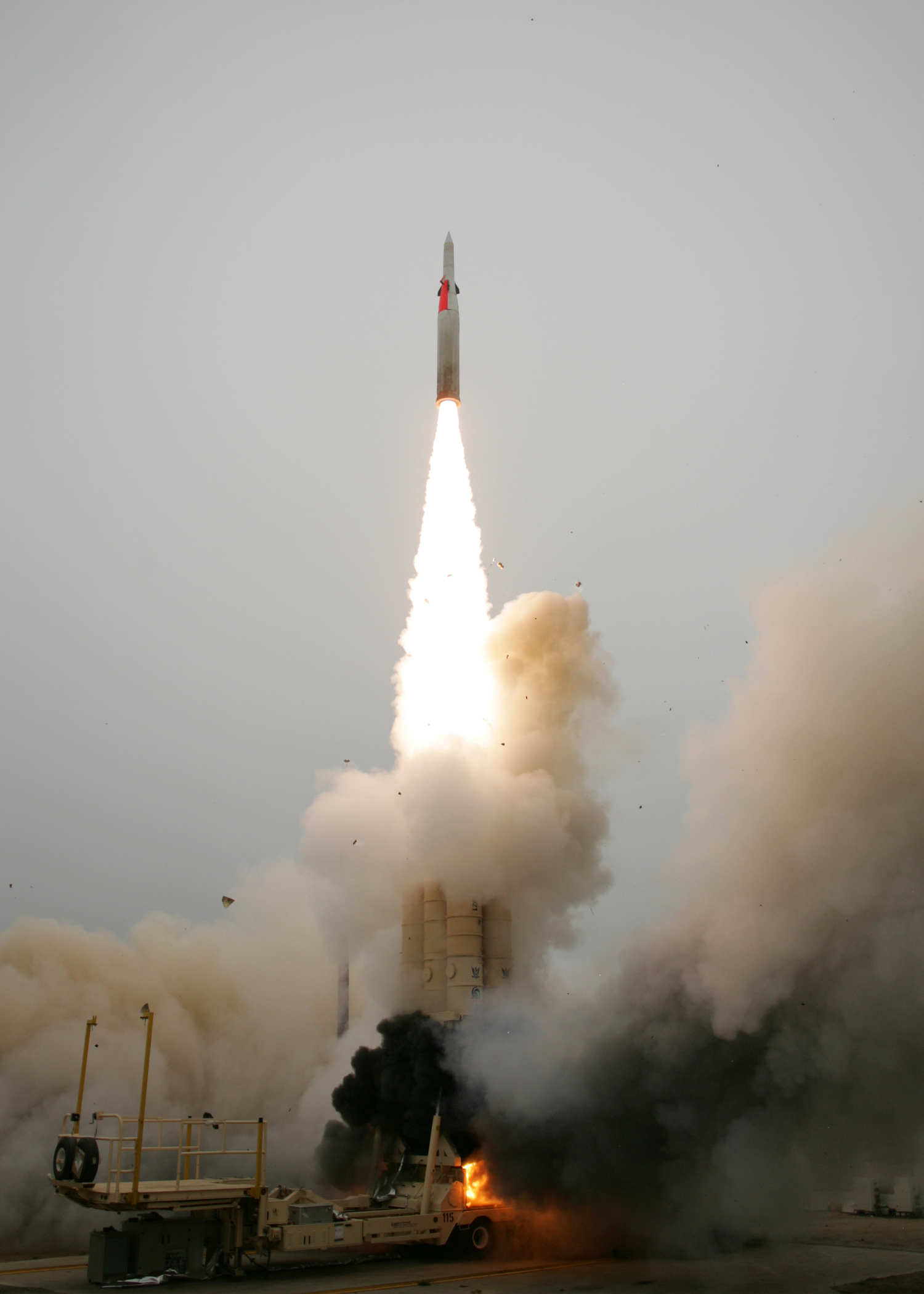
Старт ракеты «Хец-4».
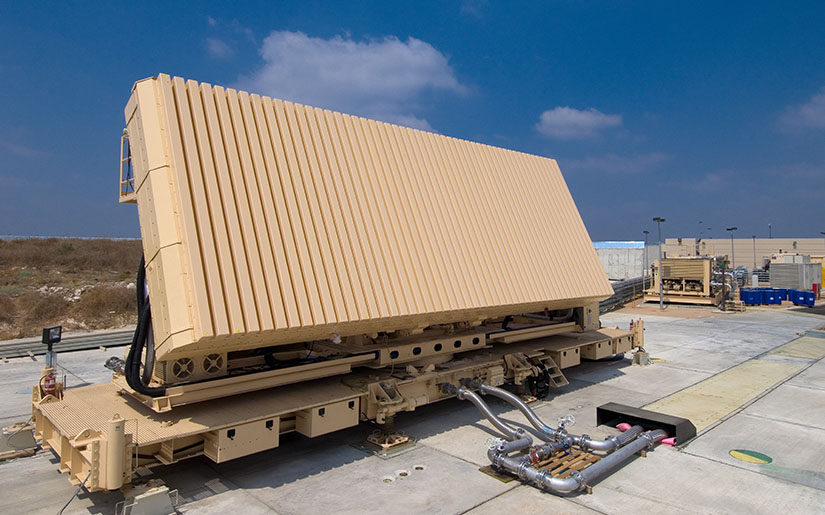
Радарный комплекс.